# Star Trek: Phaser Strike
Star Trek: Phaser Strike (en Allemagne, au Royaume-Uni et en Italie, appelée Shooting Star) est un jeu vidéo de tir développé et édité par Milton Bradley, sorti en 1979 sur Microvision.

## Système de jeu
Trois phasers (armes de l'univers Star Trek) sont placés en bas de l'écran et permettent de tirer sur des vaisseaux ennemis, représentés par des amas de blocs, selon trois directions.